# Vehicle Factory Jabalpur
Vehicle Factory Jabalpur, kurz VFJ, ist ein Hersteller von Kraftfahrzeugen aus Indien.

## Unternehmensgeschichte
Das Unternehmen wurde 1969 in Jabalpur gegründet. Die Produktion von Nutzfahrzeugen von Gun Carriage Factory Jabalpur, die 1959 begann, wurde fortgesetzt. Der Markenname lautet VFJ. Im Angebot standen von 1965 bis 1999 auch Geländewagen.

## Fahrzeuge
Die ersten Lastkraftwagen basierten auf Fahrzeugen von MAN, später auf Fahrzeugen von Ashok Leyland und Tata Motors.
1965 kamen Geländewagen namens Jonga dazu. Sie basierten zunächst auf dem Nissan Patrol. Etwa 1990 kam ein neues Modell mit dem gleichen Namen heraus. Es war als Kombi und Pick-up mit Allradantrieb erhältlich und hatte einen Motor von Ashok Leyland mit 4400 cm³ Hubraum und 108 PS Leistung.